# Костарика на Светском првенству у атлетици у дворани 2012.
Костарика је шесто пут учествовала на Светском првенству у атлетици у дворани 2012. одржаном у Истанбулу од 9. до 11. марта. Репрезентацију Костарике представљао је један такмичар, који се такмичио у трци на 400 метара.
На овом првенству Костарика је по броју освојених медаља делила 11. место са једном освојеном медаљом (злато). У табели успешности према броју и пласману такмичара који су учествовали у финалним такмичењима (првих 8 такмичара) Костарика је са 1 учесником у финалу делила 26. место са 8 бодова.
| Плас. | Земља     | 1. место | 2. место | 3. место | 4. место | 5. место | 6. место | 7. место | 8. место | Бр. финал. | Бод. |
| ----- | --------- | -------- | -------- | -------- | -------- | -------- | -------- | -------- | -------- | ---------- | ---- |
| =26.  | Костарика | 1        | 0        | 0        | 0        | 0        | 0        | 0        | 0        | 1          | 8    |

Њихов такмичар је оборио рекорд светских првенстава и два пута национални рекорд.

## Учесници
Мушкарци:
- Нери Бренес — 400 м

## Освајачи медаља

### Злато
- Нери Бренес — 400 м

## Резултати

### Мушкарци
| Атлетичар   | Дисциплина | Лични рекорд | Квалификације | Квалификације | Полуфинале   | Полуфинале | Финале        | Финале | Детаљи |
| Атлетичар   | Дисциплина | Лични рекорд | Резултат      | Место         | Резултат     | Место      | Резултат      | Место  | Детаљи |
| ----------- | ---------- | ------------ | ------------- | ------------- | ------------ | ---------- | ------------- | ------ | ------ |
| Нери Бренес | 400 м      |              | 46,77 КВ, ЛРС | 2. у гр. 2    | 46,01 КВ, НР | 1. у гр. 3 | 45,11 РСП, НР |        |        |